# Jesús Rodríguez Magro
Pour les articles homonymes, voir Rodríguez et Magro.
Jesús Rodríguez Magro, né le 28 mai 1960 à Madrid et mort le 19 septembre 2018 à Alcalá de Henares, est un coureur cycliste espagnol.

## Carrière
Professionnel de 1982 à 1993, il a remporté le Subida a Urkiola en 1985 et le Tour des Asturies en 1986. Il est équipier lors des victoires de Pedro Delgado sur le Tour de France 1988 et Tour d'Espagne 1989 et de Miguel Indurain sur le Tour de France 1991. Il est ensuite devenu sélectionneur dans les catégories de jeune en Espagne, puis directeur sportif de l'équipe Kuwait-Cartucho.es.

## Palmarès
- 1979
  - 2e du Tour de Navarre
- 1982
  - 2e de la Classique de Saint-Sébastien
- 1983
  - 3e de la Subida al Naranco
- 1984
  - 2e de la Klasika Primavera
- 1985
  - Subida a Urkiola
  - 4e étape du Tour de Burgos
  - 2e étape du Tour des Asturies
  - 2e du Tour de Cantabrie
- 1986
  - Tour des Asturies
- 1987
  - 3e de la Subida a Urkiola
- 1988
  - 2e de la Clásica a los Puertos de Guadarrama

## Résultats sur les grands tours

### Tour de France
7 participations :
- 1985 : 30e
- 1986 : 40e
- 1987 : 78e
- 1988 : 52e
- 1989 : 33e
- 1990 : 41e
- 1991 : 100e

### Tour d'Italie
3 participations :
- 1982 : 50e
- 1984 : 26e
- 1988 : 45e

### Tour d'Espagne
9 participations :
- 1983 : 21e
- 1984 : 11e
- 1985 : 26e
- 1986 : 33e
- 1987 : 76e
- 1989 : 53e
- 1990 : 29e
- 1991 : 40e
- 1992 : 73e